# Let It Be
Let It Be (с англ. — «Пусть будет так») — тринадцатый и последний студийный альбом группы The Beatles. Выпущен в мае 1970 года, большинство песен было записано в январе 1969 года, ещё до записи альбома Abbey Road.

## История альбома
В январе 1969 года «The Beatles» задумали создать полнометражный фильм-хронику своей студийной работы и выпустить его одновременно с очередным альбомом и аналогичного содержания книгой. Названием этого комплексного проекта стала сочинённая Полом песня «Get Back» («Вернись»). Музыканты преследовали две основные цели — воссоздать на экране обстановку и атмосферу непринуждённости, характерные для их концертов начала 60-х в клубе «Каверн», и продемонстрировать публике, что квартет по-прежнему единый и здоровый творческий организм. Ни та, ни другая цель не была достигнута, потому что на самом деле всё было не так.
В течение января 1969-го кинооператоры отсняли многие километры плёнки, музыканты за тот же срок записали сто с лишним песен, из которых лишь несколько вышли затем на пластинках. Эти видеоматериалы стали доступны для широкой аудитории только в 2021-м году, когда режиссёр Питер Джексон представил документальный сериал The Beatles: Get Back, в котором можно увидеть процесс работы над альбомом "Let it Be"  .  Заключительным эпизодом съёмок стал импровизированный концерт, который группа устроила 30 января на крыше здания студии звукозаписи. «The Beatles» исполнили (и записали) пять песен: «Get Back» (в двух вариантах), «Don’t Let Me Down», «One After 909», «I’ve Got a Feeling» и «All I Want Is You» (позднее получила название «Dig a Pony»). В концерте, продолжавшемся около 40 минут, принимал участие Билли Престон, исполнивший партии клавишных. Но выступление было прекращено полицией, вызванной жителями соседних домов. Этот мини-концерт, как в итоге оказалось, стал последним выступлением группы.
3 февраля 1969 года менеджером The Beatles стал Аллен Клейн, предприимчивый шоу-бизнесмен из США, одно время представлявший за океаном коммерческие интересы ансамбля The Rolling Stones. С этого дня начался стремительный распад квартета, так как Маккартни (считавший, что более достойным кандидатом на этот пост был отец его будущей жены Линды Ли Истмен), был против и в итоге начал судебное разбирательство против собственной группы (которое, правда, началось уже после распада The Beatles в декабре 1970 года).
Работа над альбомом Get Back была заброшена (было выпущено лишь несколько синглов с наиболее удачными песнями), но группа всё-таки смогла найти в себе силы создать альбом Abbey Road — шедевр, ставший последним творением группы (Let It Be вышел позднее, но состоял из записей, созданных ещё в начале 1969 года).
Последней песней группы стала «I Me Mine» Джорджа Харрисона, которую музыканты записывали уже без Леннона 3 января 1970 года. В марте этого же года фонограммы неудавшегося альбома Get Back, который так и не был выпущен, были отданы американскому продюсеру Филу Спектору, который переработал старые записи, добавил к ним последние песни The Beatles (в том числе «Let It Be» и «I Me Mine») и подготовил к выпуску альбом Let It Be. Дело осложнялось тем, что Пол был крайне недоволен работой Спектора; особенно ему не понравилась версия его песни «The Long and Winding Road», где Спектор добавил скрипичный ансамбль, создавая пресловутую «стену звука» и помпезно звучащий хор, что, по мнению Маккартни, окончательно уничтожило суть песни и он даже хотел запретить выпуск альбома, что ему не удалось. Леннон, напротив, счёл, что «… Фил из кучи дерьма сделал альбом, который, при всех оговорках, можно слушать». Когда представители EMI известили Джорджа Мартина о том, что он не будет указан как продюсер альбома, он ответил: «Я занимался продюсированием оригинала; всё, что вам следует указать: „Продюсирование — Джордж Мартин, перепродюсирование — Фил Спектор“». Британская пресса назвала альбом «картонным надгробным памятником» и «печальным финалом уникального музыкального коллектива».
Несмотря на все трудности, Let It Be, который считается последним «прижизненным» альбомом The Beatles, был выпущен 8 мая 1970 года и за несколько дней получил золотой статус, установив рекорд предварительных заказов в Америке — 3,7 миллионов копий. 13 мая в Нью-Йорке (в Ливерпуле и Лондоне — неделю спустя) вышел документальный фильм «Let It Be», но на его премьере ни один из битлов не присутствовал, потому что ансамбля, как такового, уже не существовало.
В начале 2002 Маккартни нанял звукоинженеров с Abbey Road — Пола Хикса, Гая Масси и Аллана Рауза и переиздал альбом Let It Be так, как это планировалось сделать изначально, во время записи материала. Альбом получил название Let It Be… Naked (2003).

## Список композиций

### Первая сторона

#### «Two of Us»
- Перевод: «Двое из нас»
- Авторы — Джон Леннон / Пол Маккартни
- Длительность — 3:36
- Записана: 31 января 1969 года
- Вокал — Пол Маккартни / Джон Леннон

#### «Dig a Pony»
- Автор — Джон Леннон
- Длительность — 3:54
- Записана: 30 января 1969 года
- Вокал — Джон Леннон

#### «Across the Universe»
- Перевод: «Через вселенную»
- Автор — Джон Леннон
- Длительность — 3:48
- Записана: 3, 4 и 8 февраля 1968 года
- Вокал — Джон Леннон

Леннон написал песню за одну ночь в 1967 году. Позже (в 1970 году) Леннон в интервью журналу Rolling Stone признался, что за ту ночь он написал, возможно, самую лиричную песню во всём своём творчестве.

#### «I Me Mine»
- Перевод: «Я мне моё»
- Авторы — Джордж Харрисон
- Длительность — 2:25
- Записана: 8 января 1969, 3 января и 1 апреля 1970 года
- Вокал — Джордж Харрисон

Песня впервые была исполнена в январе 1969 года во время записи альбома «Get Back» в Твикенхемской студии и съёмок фильма «Пусть будет так». В фильме песня исполняется Джорджем Харрисоном, Полом Маккартни и Ринго Старром, пока Джон Леннон танцует вместе с Йоко Оно. Позже композиция была перезаписана в 1970 году.

#### «Dig It»
- Перевод: «Полюби это»
- Авторы — Джон Леннон, Пол Маккартни, Ринго Старр, Джордж Харрисон
- Длительность — 0:49
- Записана: 26 января 1969 года
- Вокал — Джон Леннон

#### «Let It Be»
- Перевод: «Пусть будет так»
- Автор — Пол Маккартни
- Длительность — 4:03
- Записана: 31 января, 30 апреля 1969 года, 4 января 1970 года, 8 мая 1970
- Вокал — Пол Маккартни

#### «Maggie Mae»
- Перевод: «Мэгги Мей»
- Автор — народная, аранжировка: Джон Леннон, Пол Маккартни, Джордж Харрисон, Ринго Старр
- Длительность — 0:40
- Записана: 24 января 1969 года
- Вокал — Джон Леннон

### Вторая сторона

#### «I've Got a Feeling»
- Перевод: «У меня есть чувство»
- Авторы — Джон Леннон / Пол Маккартни
- Длительность — 3:38
- Записана: 30 января 1969 года
- Вокал — Джон Леннон, Пол Маккартни

Песня «I’ve Got a Feeling» скомбинирована из двух незаконченных песен «I’ve Got a Feeling» Пола Маккартни и «Everybody Had a Hard Year» Джона Леннона, которые сочинялись во время записи «Белого альбома», с гитарным проигрышем из незаконченной «Watching Rainbows». Пол посвятил песню своей будущей жене Линде Истман.

#### «One After 909»
- Перевод: «Поезд, следующий за отправляющимся в 9:09»
- Авторы — Джон Леннон / Пол Маккартни
- Длительность — 2:55
- Записана: 30 января 1969 года
- Вокал — Джон Леннон, Пол Маккартни

Песня была написана в 1957 году преимущественно Джоном Ленноном и стала первой композицией, написанной дуэтом Джон Леннон / Пол Маккартни. В альбом «Let it be» вошла версия концертного выступления группы на крыше, состоявшегося 30 января 1969 года. Изданная версия песни включала в себя несколько ошибок, которые были исправлены в «Let It Be... Naked».

#### «The Long and Winding Road»
- Перевод: «Долгая и извилистая дорога»
- Автор — Пол Маккартни
- Длительность — 3:37
- Записана: 26 января 1969 года
- Вокал — Пол Маккартни

#### «For You Blue»
- Автор — Джордж Харрисон
- Длительность — 2:32
- Записана: 25 января 1969 года
- Вокал — Джордж Харрисон

#### «Get Back»
- Перевод: «Вернись»
- Авторы — Джон Леннон / Пол Маккартни
- Длительность — 3:07
- Записана: 27 января 1969 года
- Вокал — Пол Маккартни

Песня «Get Back» была первым синглом из альбома «Let It Be», вышедшим 11 апреля 1969 года. Но при записи и микшировании альбома обнаружилось, что альбомная версия сильно отличается от сингла. Позже материал был издан и новая альбомная версия стала больше походить на концертное выступление группы на крыше студии «Эбби Роуд». В США сингл «Get back» вышел 5 мая. Песня появилась в американских чартах и спустя две недели вышла на первое место, сохранив эту позицию на пять недель. Это был первый сингл «Битлз», выпущенный в стерео.

## Альбомные синглы
- Get Back / Don’t Let Me Down — апрель 1969
- Let It Be / You Know My Name (Look Up the Number) — март 1970
- The Long and Winding Road / For You Blue — май 1970

## Let It Be… Naked
«Let It Be… Naked» — ремикс альбома «Let It Be» 1970 года, созданный из оригинальных записей The Beatles.
В «Let It Be… Naked» изменён порядок песен так, как это планировалось в неудавшемся «Get Back», в результате альбом приобрёл цельность, которой не было у «Let It Be». Полу Маккартни не нравился вариант песни «The Long and Winding Road», поэтому в ремикс была добавлена другая версия песни. Также народная «Maggie Mae» и «Dig It» были заменены песней «Don’t Let Me Down». При перестановке были вырезаны диалоги участников группы, что стало одним из объектов критики ремикса.

## Чарты
Еженедельные чарты
| Хит-парад (1970)                                  | Высшая позиция |
| ------------------------------------------------- | -------------- |
| Австралия (Australian Kent Music Report Chart)    | 1              |
| Канада (RPM, Albums Chart)                        | 1              |
| Нидерланды (Dutch Mega Albums Chart)              | 1              |
| Япония (Japanese Oricon LP Chart)                 | 2              |
| Норвегия (VG-lista)                               | 1              |
| Швеция                                            | 2              |
| Великобритания (UK Albums Chart)                  | 1              |
| США (Billboard Top LPs)                           | 1              |
| Германия (West German Media Control Albums Chart) | 3              |

Еженедельные чарты (переиздание 1987 года)
| Хит-парад (1987)                 | Высшая позиция |
| -------------------------------- | -------------- |
| Япония                           | 8              |
| Великобритания (UK Albums Chart) | 50             |

Еженедельные чарты (переиздание 2009 года)
| Хит-парад (2009)                          | Высшая позиция |
| ----------------------------------------- | -------------- |
| Австрия                                   | 52             |
| Бельгия (Flanders)                        | 37             |
| Бельгия (Belgian Albums Chart (Wallonia)) | 64             |
| Дания                                     | 40             |
| Финляндия                                 | 34             |
| Япония                                    | 18             |
| Мексика (Mexican Albums Chart)            | 30             |
| Португалия (Portuguese Albums Chart)      | 11             |
| Испания                                   | 45             |
| Швеция (Swedish Albums Chart)             | 24             |
| Швейцария (Swiss Albums Chart)            | 48             |
| Новая Зеландия (N.Z. Albums Chart)        | 29             |
| Великобритания (UK Albums Chart)          | 49             |

| Хит-парад (1970)                    | Позиция |
| ----------------------------------- | ------- |
| Австралия (Australian Albums Chart) | 6       |
| Великобритания (UK Albums Chart)    | 6       |
| Италия (FIMI)                       | 3       |
| США (US Billboard Pop Albums)       | 31      |
| Хит-парад (1972)                    | Позиция |
| Япония (Japanese Albums Chart)      | 8       |
| Хит-парад (1973)                    | Позиция |
| Япония (Japanese Albums Chart)      | 7       |

| Хит-парад (1970—1979)          | Позиция |
| ------------------------------ | ------- |
| Япония (Japanese Albums Chart) | 7       |

| Регион | Сертификация  | Продажи    |
| --- | ------------- | ---------- |
| Аргентина (CAPIF) | 2× Платиновый | 120 000^   |
| Австралия (ARIA) | Платиновый    | 70 000^    |
| Канада (Music Canada) | 3× Платиновый | 300 000^   |
| Дания (IFPI Danmark) | Платиновый    | 20 000     |
| Франция (SNEP) | Золотой       | 100 000*   |
| Италия (FIMI) · sales since 2009 | Золотой       | 25 000     |
| Новая Зеландия (RMNZ) · Reissue | 2× Платиновый | 30 000^    |
| Великобритания (BPI) | Платиновый    | 300 000    |
| США (RIAA) | 4× Платиновый | 4 000 000^ |
| * Данные о продажах приведены только на основе сертификации. · ^ Данные о тиражах приведены только на основе сертификации. · Данные о продажах + прослушиваниях приведены только на основе сертификации. |               |            |

## Кавер-версии
- Джон Денвер исполнил заглавную песню в альбоме Poems, Prayers and Promises.
- Альбом словенской группы Laibach Let It Be (1988 год) представляет собой индастриал-ремикс всех, кроме самой «Let It Be», песен альбома Let It Be.
- В альбоме советской экспериментальной группы «Коммунизм» «Лет Ит Би» имеется кавер «Пусть будет так».